# 小久保直紀
小久保 直紀 （こくぼ なおき、1997年2月4日 - ）は、シンガーソングライターである。
福岡県福岡市出身。現福岡ソフトバンクホークス一軍監督・小久保裕紀の長男。
父の巨人軍移籍により一時東京に住んでいたが、小学校5年時に百道浜小学校へ転入。
その後百道中学校へ入学。
同級生には女優の井桁弘惠も在籍していた。
卒業後の3月下旬に夢でアメリカ国旗が突如降りてきたため、渡米を意識する。高校の入学金を払っていることもあり、2012年に一旦は東福岡高校へ入学したが、同年夏に渡米。その頃に音楽活動をスタート。しかし、音楽性の違いにギャップを感じカナダへ音楽を学びに再留学。カナダで一年半ギター、歌のスキルを習得し帰国。
帰国後は活動の拠点を東京に移し、音楽活動に集中。
ライブ活動などでの縁もあって、現paypayドームにて国歌斉唱の大舞台に。千葉ロッテマリーンズの投手 小野郁の登場曲(SPARK) やアパレルブランドJAMBOREE(Jamboree)のイメージソングなどを手掛けた。
福岡に戻り、中学時代の友人の助けもあり、グループ会社Likrecteの代表取締役に就任。
通信業界でビジネスを展開。卓越した経営手腕を発揮中。

## 経歴
母の影響で7歳から歌舞伎/日本舞踊を習い事として始め、9歳の時には国立劇場の舞台に立った。学生時代は野球やサッカーを習っていた。
中学卒業後、カナダのフルフォードアカデミーに留学、オペラシンガーのレッスンを受けたきっかけに音楽に目覚め、現地で開催された歌のコンテストで2位に入賞。その後ギターや歌、英語を学び18歳で帰国した。
帰国後の2015年、Zepp Tokyoで開催された「天下一音楽会」でファイリナリストに選ばれるなど音楽の活動を開始した。
2017年9月26日、福岡ソフトバンクホークス対千葉ロッテマリーンズの試合前の国歌斉唱を務めた。
2020年9月12日、同郷である千葉ロッテマリーンズ小野郁の登場曲の楽曲採用をきっかけに、1stシングル「Spark」を音楽サブスクリプションで全国リリース。9月14日、CROSS FMの「BOUNCE BEAT」、エフエム福岡「DIG!!!!!!!!FUKUOKA」に出演。9月15日、RKBラジオの「オトナビゲーション」生出演。
2022年7月23日、2ndシングル「Jamboree」リリース。

## 家族
- 父は、福岡ソフトバンクホークス1軍監督の小久保裕紀[1]。
- 妹は、ミス・アースジャパンで2位に入賞した小久保春菜[9]。

## 作品
- 1stシングル「Spark」[10]
- 2ndシングル「Jamboree」[11]